# Vision for Space Exploration

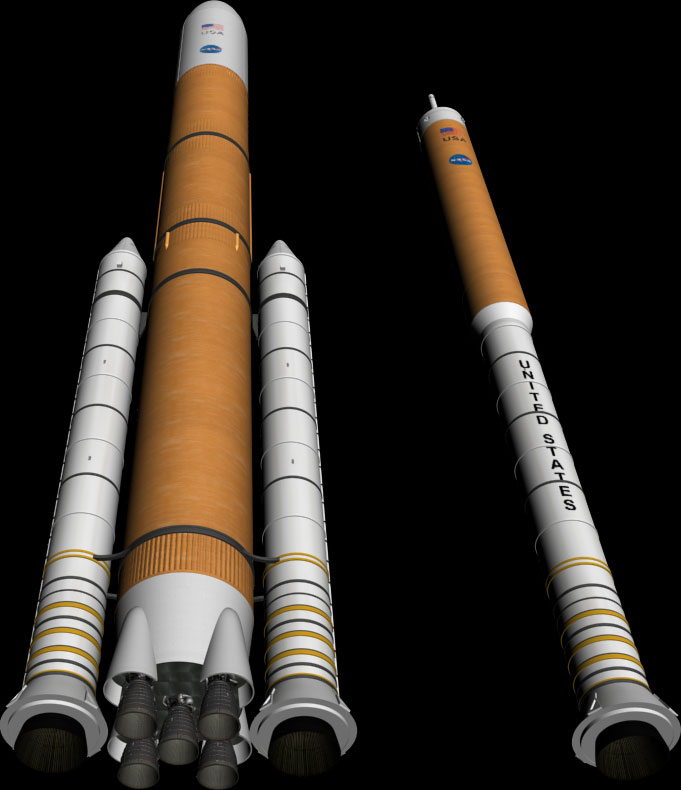
A programban tervezett két hordozórakéta, az Ares V és az Ares I

A Vision for Space Exploration amerikai űrkutatási terveket foglalt magában, amit George W. Bush amerikai elnök jelentett be 2004. január 14-én, válaszként a Columbia űrrepülőgép egy évvel korábbi katasztrófájára. A programot a NASA Constellation program keretében hajtották volna végre a következő évtizedekben. A legfontosabb cél az emberes marsrepülés lett volna. Az egyre emelkedő fejlesztési költségek miatt 2010-ben a programot törölték.

## Célok
- a Nemzetközi Űrállomás kiépítése 2010-ig;
- a Space Shuttle kivonása;
- egy új űrhajó, az Orion kifejlesztése 2008-ig, első emberes repülés 2014-ig;
- űrszondák indítása a Holdhoz, emberes holdrepülés 2020-ig;
- űrszondák indítása a Marsra és emberes marsrepülés;

## Külső hivatkozások
- NASA: The Vision for Space Exploration